# Duval-Pyrau
Pour les articles homonymes, voir Duval et Pyrard.
L'abbé Duval-Pyrau (né Henri-François Pyrard à Verviers le 4 octobre 1737 dans le pays de Liège et mort à Heusy le 8 juin 1800) est un ecclésiastique belge.

## Biographie
Conseiller du landgrave de Hesse-Hombourg, il est membre de plusieurs académies et sociétés littéraires.
A 16 ans, il termine ses classes au collège de Verviers, à 17, il entre dans l'ordre des Carmes au couvent de Verviers. A 21 ans, Pyrard est envoyé au collège des Carmes, pour y prendre ses grades. Il passe ensuite bachelier, et dédie la thèse qu'il soutient, au premier ministre de sa patrie comme celle de ses licences est dédié au prince de Liège. Reçu docteur en droit et en philosophie, il enseigne gratuitement pendant six ou sept ans, au collège des Carmes de Paris. Pendant son séjour à Paris, Pyrard fait de nombreuses recherches dans les archives de la Marine se réclamant des liens qui l'attachaient à François Pyrard, comme petit-neveu.